# Caerellier
Caerellius ist der Gentilname eines plebejischen Geschlechts im antiken Rom (gens Caerellia).
Angehörige des Geschlechts waren unter anderen:
- Caerellia, wohlhabende Freundin Ciceros, 1. Jahrhundert v. Chr.
- Quintus Caerellius (Volkstribun), Volkstribun, Praetor und Legat des Marcus Antonius, 1. Jahrhundert v. Chr.
- Quintus Caerellius Quirina, dessen Sohn, Legat des Kaisers Tiberius, 1. Jahrhundert n. Chr.
- Gaius Caerellius Pollittianus, mit dem Agnomen Helvinus, Proconsul von Makedonien
- Caerellius Priscus, römischer Legat in Britannien, 2. Jahrhundert n. Chr.
- Decimus Caerellius Victor, römischer Ritter im 2. Jahrhundert n. Chr.
- Gaius Caerellius Sabinus, Legionslegat und Statthalter von Raetia Ende des 2. Jahrhunderts
- Gaius Caerellius Fufidius Annius Ravus, dessen Sohn, Militär und Beamter unter Caracalla, 3. Jahrhundert
- Quintus Caerellius (Censorinus), reicher Römer im 3. Jahrhundert, dem Censorinus ein Buch widmete